# Acalyptris zeyheriae
Acalyptris zeyheriae là một loài bướm đêm thuộc họ Nepticulidae. Nó được miêu tả bởi Scoble năm 1980. Nó được tìm thấy ở Nam Phi (Nó đã dược miêu tả ở Transvaal).
Ấu trùng ăn Combretum zeyheri.